# 866
Évszázadok: 8. század – 9. század – 10. század
Évtizedek: 810-es évek – 820-as évek – 830-as évek – 840-es évek – 850-es évek – 860-as évek – 870-es évek – 880-as évek – 890-es évek – 900-as évek – 910-es évek
Évek: 861 – 862 – 863 – 864 –  865 – 866 – 867 – 868 – 869 – 870 – 871

## Események

### Európa
- III. Mikhaél bizánci császár feleségül adja teherbe ejtett szeretőjét, Eudokia Ingerinát (a varég származású Inger szenátor lányát) bizalmasához, Makedóniai Baszileioszhoz. Baszileiosz meggyőzi a császárt, hogy tegyék el láb alól kényelmetlenül nagy hatalmú nagybátyját (aki addig trónörökös is volt), Bardaszt. Mikhaél hadjáratot hirdet a krétai szaracénok ellen és amikor a sereg Milétoszban gyülekezik, Baszileiosz összeesküvéssel gyanúsítja és meggyilkolja Bardaszt. A 26 éves Mikhaél ezután örökbe fogadja az 55 éves Baszileioszt és társuralkodóvá nevezi ki.
- I. Borisz bolgár kán kérelmezi III. Mikhaéltől, hogy a nemrég megkeresztelt Bulgária egyháza legyen független a konstantinápolyitól. Mikor a császár ezt megtagadja, Borisz levelet küld I. Miklós pápának, amelyben 106 kérdést tesz fel a kereszténységről. A válaszok megkapásával úgy dönt hogy egyházát a pápa védnöksége alá helyezi.
- I. Miklós pápa elrendeli, hogy keresztények szerdán és pénteken ne egyék a melegvérű állatok "húsát, vérét vagy velejét"; a pénteki böjtöt sok katolikus a mai napig tartja.
- Salomon breton herceg szövetkezik Hasteinnel, a loire-i vikingek vezetőjével és együttesen feldúlják az észak-franciaországi grófságokat. Erős Róbert őrgróf elvágja visszaútjukat a hajóikhoz és beszorítja őket egy templomba. Éjszaka a bretonok és vikingek kitörnek és a csatában elesik Erős Róbert, mire a frankok visszavonulnak.
- II. Lajos itáliai császár hadjáratot indít a dél-itáliai szaracénok kiűzésére. Megszerzi a keresztény hercegek támogatását, leváltja Capua püspök-grófját, II. Ladulfot és a várost átadja I. Lambert spoletói hercegnek; majd Bari ostromát előkészítendő elfoglalja Oria és Matera városkákat (utóbbit lerombolja).
- Meghal. I. Ordoño asztúriai király. Utóda fia, III. Alfonz.
- Angliában a vikingek "nagy pogányserege" megtámadja a belháború dúlta Northumbriát és ellenállás nélkül elfoglalja a fővárost, Yorkot.

### Abbászida Kalifátus
- Miután közel egy évig ostrom alatt tartották Bagdadban, januárban al-Musztain kalifa lemond az előző kalifa, al-Muntaszir öccse, al-Mutazz javára. Bár bántatlanságot ígért neki, al-Mutazz októberben megöleti al-Musztaint.
- Felső-Mezopotámiában (al-Dzsazira) háridzsita felkelés kezdődik; a kalifák csak harminc évvel később tudják ismét érvényesíteni hatalmukat a régióban.

## Születések
- június 10. - Uda, japán császár
- szeptember 19. – VI. León, bizánci császár
- II. Karlmann, nyugati frank király
- I. Róbert, nyugati frank király

## Halálozások
- április 21. - Bardasz, bizánci államférfi
- május 27. - I. Ordoño, asztúriai király
- július 2. - Erős Róbert, frank gróf
- október 17. - al-Musztain, abbászida kalifa
- Eberhard, friuli herceg
- Gyermek Károly, aquitániai király
- Lin-csi Ji-hszüan, kínai buddhista szerzetes
- Liudolf, szász gróf

## Fordítás
- Ez a szócikk részben vagy egészben  a(z)   866 című angol Wikipédia-szócikk ezen változatának fordításán alapul.  Az eredeti cikk szerkesztőit annak laptörténete sorolja fel. Ez a jelzés csupán a megfogalmazás eredetét és a szerzői jogokat jelzi, nem szolgál a cikkben szereplő információk forrásmegjelöléseként.